# キージ・ナシメント
キージ・ナシメント（Kisy Nascimento、2000年1月28日 - ）はブラジルの女子バレーボール選手。ポジションはオポジット。ブラジル代表。

## 来歴
- クラブチーム

サンパウロ出身。2018年、São Caetano Vôleiへ入団。2019年、Barueri Volleyball Clubに加入し、2020/21シーズンはブラジル・スーパーリーガで6位となった。2021年、ジェルダウ・ミナスへ移籍し、2021/22シーズンのブラジル・スーパーリーガでは控えだったが、準決勝からスタメン抜擢されるとチームの優勝に貢献すると、2022年5月に開催された南米クラブ選手権で優勝を果たし、自身はMVPとベストオポジット賞を受賞した。翌シーズンも同チームと契約し、2022/23シーズンのブラジル・スーパーリーガでは準優勝ながらMVPに選ばれ、自身はベストオポジット賞を受賞した。2023/24シーズンのブラジルスーパーリーガでは2年ぶりに優勝へ導き、MVPとベストオポジット賞を受賞した。
- 代表チーム

アンダーカテゴリーの代表として2018年、U-20南米選手権に出場し金メダルを獲得した。2019年、U-21世界選手権に出場した。2021/22シーズンのブラジル・スーパーリーガ準決勝での抜擢から試合での活躍が評価され、2022年にシニア代表に初選出された。同年のネーションズリーグではレギュラーとして活躍をみせ、銀メダルを獲得した。同年10月の世界選手権でも銀メダル獲得した。2023年、南米選手権で金メダルを獲得しベストオポジット賞を受賞した。同年9月のパリ五輪予選に出場した。2024年、ネーションズリーグに出場したが、パリ五輪のメンバーからは外れた。

## 球歴
- 世界選手権 - 2022年
- オリンピック予選 - 2023年
- 南米選手権 - 2023年
- ネーションズリーグ - 2022年、2023年、2024年

## 受賞歴
- 2022年　南米クラブ選手権　MVP、ベストオポジット賞
- 2023年　2022/23ブラジル・スーパーリーガ　MVP、ベストオポジット賞
- 2023年　南米選手権　ベストオポジット賞
- 2024年　2023/24ブラジル・スーパーリーガ  MVP、ベストオポジット賞

## 所属クラブ
- São Caetano Vôlei（2018-2019年）
- Barueri Volleyball Club（2019-2021年）
- ジェルダウ・ミナス（2021-）